# 에치미아진 대성당

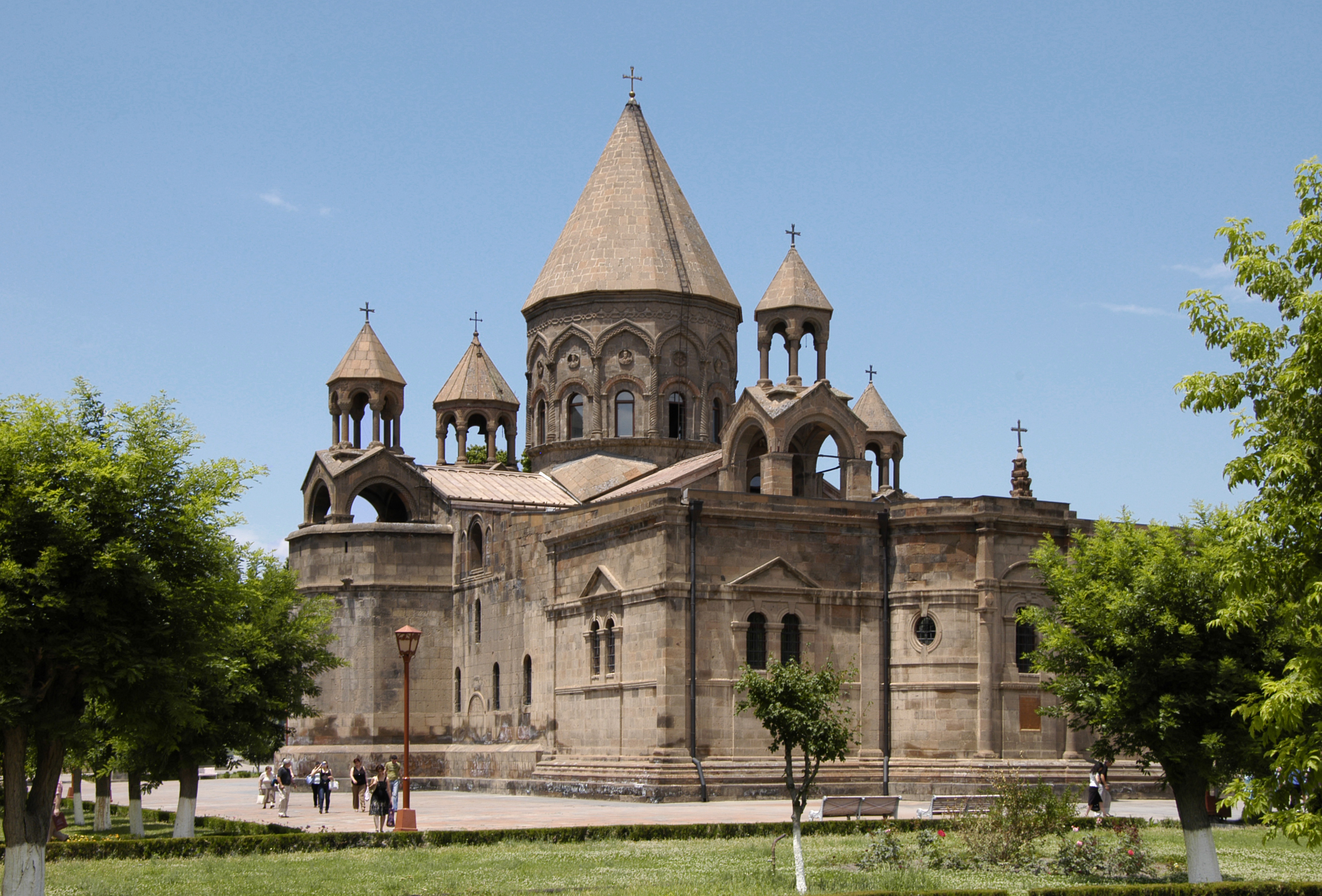
에치미아진 대성당

에치미아진 대성당(아르메니아어: Էջմիածնի Մայր տաճար)은 아르메니아의 에치미아진에 위치한 아르메니아 사도교회 대성당이다. 학자들 사이에서는 이 곳을 아르메니아 왕국에서 지은 첫 번째 대성당, 세계에서 가장 오래된 대성당으로 여긴다.
301년에서 303년 사이에 지어진 대성당으로 전통에 따라 아르메니아의 수호성인인 계몽자 그레고리오에 의해 세워졌고 1441년에 복원되었다. 아바스 1세 때였던 1604년에는 유물과 석재가 약탈되기도 했다.
에치미아진 대성당은 아르메니아의 종교적 최고 중심지로서 아르메니아 디아스포라 이민자들 사이에서 순례 장소로 여겨진다. 2000년에는 유엔 교육 과학 문화 기구(유네스코)가 지정한 세계유산에 등재되었다.